# Valio
Valio Oy er en finsk mejerikoncern. Det er blandt de største mejerier i Norden og det største mejeri i Finland med en andel på 85 % landets indvejede mælkeproduktion.
Valio's mejeriprodukter inkluderer ost, pulver-ingredienser, smør, yoghurt og mælk.
Valio's omsætning var i 2012 på 2 mia. Euro og der var ca. 4.600 ansatte. Valio ejes af 18 mejeri-kooperativer, som samlet har omkring 7.900 mælkeproducenter som medlemmer. Der er omkring 1.000 produkter fra Valio på markedet.
Mejerikoncernen har 15 produktionsfaciliteter i Finland, to i Estland og et ostemejeri og et logistikcenter i Moskva i Rusland. Valio har datterselskaber i Rusland, Sverige, de baltiske lande, USA og Kina. De Internationale operationer udgør omkring en tredjedel af virksomhedens omsætning.

## Historie
Valio blev etableret i 1905 af 17 samarbejdende mejerier. Det oprindelige virksomhedsnavn var Voivienti-osuusliike Valio r.l eller "Butter Export Cooperative Valio". Virksomheden var oprindeligt baseret i Hanko og de vigtigste markeder var England.
Valio's aktiviteter blev i 1909 udvidet fra smør til andre mejeriprodukter i 1909 og i 1920'erne var Valio's marked større i Finland ind i udlandet.
Artturi Ilmari Virtanen, som modtog en Nobelpris i kemi, var ansat i Valio. Prisen blev givet for de fordele som Virtanen's team frembragte til AIV-foder.
I 2001 lancerede Valio en laktosefri-mælk, som har en frisk almindelig mælkesmag. Valio patenterede den kromatografiske separationsmetode til at fjerne laktose. Valio markedsfører og sælger disse produkter i lande som Finland, Sverige, Estland, Danmark og USA, hvor der ifølge virksomheden benyttes ultrafiltrering.
I Belgien var produkterne tilstede under Valio-mærket indtil 2013, men navnet blev ændret efter at Valio frasolgte deres belgiske datterselskab i 2012. I Belgien kaldes produkterne nu for Dilea  og de fremstilles fortsat ved brug af Valio's processer.
Valio solgte sine ismejeri-aktiviteter til Nestlé i 2004. Nestlé fik også rettigheder til at bruge mærket "Valiojäätelö" i 10 år indtil 2014.
I 2005 åbnede Valion Jäätelöbaari (Valio Ice Cream Bar), designet af Paola Suhonen i Kamppi Center i Helsinki.
I 2007 investerede Valio omkring 60 mio. Euro i en fabrik til pakning af ost og smør til det russiske marked og som et nyt logistikcenter. Produkterne importeres primært fra Finland.

## Ekstern henvisning
- Official site